# صوت! يوفونيوم
صوت! يوفونيوم (باليابانية: 響け！ユーフォニアム، بالروماجي: Hibike! Yūfoniamu) رواية يابانية من تأليف أيانو تاكيدا. تقع أحداثها في مدينة يوجي في كيوتو. اقتبست الرواية إلى مانغا صدرت في 28 نوفمبر عام 2014 حتى 30 اكتوبر عام 2015. وكذلك إلى سلسلة أنمي من إنتاج استوديو كيوتو أنيميشن عرض في 8 أبريل عام 2015، وانتهى عرضه في 1 يوليو عام 2015. وأنتج الاستوديو أيضا عدت أفلام للانمي.

## القصة
تُركز القصة على نادي الموسيقى في ثانوية كيتاوجي، نادي ذو مرتبة عالية ولكن يتدنى مستواه بعدما يتغير المشرف عليه. يأتي مشرفاً جديداً ليحفز الموسيقين ليعودوا على ما كانوا عليه.

## الشخصيات
- كوميكو أوماي (باليابانية: 黄前 久美子)

مؤدي الصوت: تومويو كوروساوا
- هازوكي كاتو (باليابانية: 加藤 葉月)

مؤدي الصوت: أياكا أساي
- سابهيري كاواشيما (باليابانية: 川島 緑輝) / ميدوري (باليابانية: 緑)

مؤدي الصوت: موي تويوتا
- رينا كوساكا (باليابانية: 高坂 麗奈)

مؤدي الصوت: تشيكا أنزاي
- اسوكا تاناكا (باليابانية: 田中 あすか)

مؤدي الصوت: ميناكو كوتوبوكي
- هاروكا أوغاساوارا (باليابانية: 小笠原 晴香)

مؤدي الصوت: ساوري هايامي
- كاوري ناكاسيكو (باليابانية: 中世古 香織)

مؤدي الصوت: مينوري تشيهارا

## الجوائز والترشيحات
| قائمة الجوائز والترشيحات | قائمة الجوائز والترشيحات | قائمة الجوائز والترشيحات  | قائمة الجوائز والترشيحات | قائمة الجوائز والترشيحات | قائمة الجوائز والترشيحات |
| السنة                    | الجائزة                  | الفئة                     | المستلم                  | النتيجة                  | م.                       |
| ------------------------ | ------------------------ | ------------------------- | ------------------------ | ------------------------ | ------------------------ |
| 2025                     | جوائز كرانشي رول للأنمي  | أفضل أنمي شريحة من الحياة | صوت! يوفونيوم - موسم 3   | رُشِّح                      | [ 4 ]                    |

## وصلات خارجية
- الموقع الرسمي (باليابانية)
- الموقع المانغا الرسمي (باليابانية)
- موقع الأنمي الرسمي (باليابانية)
- موقع الأنمي الرسمي (بالإنجليزي)
- صوت! يوفونيوم على قاعدة بيانات الانمي العربية (بالعربية)